# 교육 행정
교육행정의 의미는 아래 내용에 있는 다음과 같다.

## 정의
교육행정은 사회적 공공적 활동으로서 교육에 관하여 그 목표달성을 위한 협동적·조직적 단체행동을 조성하는 작용이다. 즉 교육행정이란 교육활동의 목표를 설정하고, 그 목표달성에 필요한 인적(人的)·물적(物的) 조건을 정비·확립하고 목표달성을 위한 활동을 지도·감독하는 것을 말한다. 교육행정이란 개념은 광의로는 학교나 지방공공단체나 국가를 막론하고 광범하게 쓸 수 있으나, 협의로는 국가의 통치작용과 관련시켜서 국가나 지방공공단체에 한하여 사용하고, 학교를 단위로 하는 학교행정 또는 학교관리와 구별하는 경우도 있다. 따라서 협의의 교육행정은 국가나 지방공공단체와 관련해 교육활동에 대한 목표수립과 그 목표달성을 위한 지도·감독을 포함하는 일련의 봉사활동을 말한다. 

## 교육행정의 의의
교육행정은 행정중에서도 중요한 내부행정의 일부를 차지하는데 본래 국가고유의 사업은 아니었으나, 현대국가에 있어서는 가장 중요한 국가사업의 하나로 되어 있다. 헌법의 교육은 교육의 자주성·전문성 및 정치적 중립성의 보장을 선언하고 있다. 교육행정의 내용은 교육의 목적달성을 위해 교육행정조직·교육시설·교직원에 관한 제도를 확립하는 것이다. 

## 관련 기관
교육행정의 주체는 국가 또는 지방자치단체이며, 교육행정의 민주화·지방분권화의 경향에 따라 국가사무이었던 것이 광범하게 지방자치단체에 이양되어 있다. 교육행정기관으로서는 교육부 장관이 국가의 중앙기관으로 있고, 지방에서는 교육감이 지방자치단체의 교육 및 학예에 관한 사무를 관장한다.

## 같이 보기
- 교육행정학